# Nova Dolyna
Nova Dolyna  (ucraniano: Нова Долина) es una localidad del Raión de Ovidiopol en el Óblast de Odesa de Ucrania. Según el censo de 2021, tiene una población de 3655 habitantes.